# Victor Leandro Bagy
Victor Leandro Bagy (Santo Anastácio, 21 januari 1983) – alias Victor – is een Braziliaans voormalig voetballer die speelde als doelman. Tussen 2003 en 2021 was hij actief voor Paulista, Grêmio en Atlético Mineiro. Victor maakte in 2010 zijn debuut in het Braziliaans voetbalelftal en kwam uiteindelijk tot zes interlands.

## Clubcarrière
Victor begon zijn carrière in de jeugdopleiding van Paulista, waar de doelman in 2005 ook de Copa do Brasil mee wist te winnen. In januari 2008 maakte de doelman de overstap naar het grotere Grêmio. Bij die club veroverde hij al snel een basisplaats en door zijn goede prestaties kwam hij ook steeds nadrukkelijker in beeld voor een plekje in de nationale selectie. Nadat hij minder duels leek te gaan spelen voor Grêmio, werd Victor in 2012 overgenomen door Atlético Mineiro, waar hij weer een onbetwiste eerste keus werd. In mei 2018 verlengde Victor zijn verbintenis bij de club tot eind 2020. In maart 2021 besloot Victor om op een leeftijd van achtendertig jaar een punt te zetten achter zijn actieve loopbaan.

## Interlandcarrière
In 2010 mocht Victor zijn debuut maken in het Braziliaans voetbalelftal. Op 7 september speelde hij met de Seleção uit tegen de Verenigde Staten (0–2 winst). Van bondscoach Mano Menezes mocht de doelman in de basis beginnen tegen de Amerikanen en hij speelde het gehele duel mee. In 2014 werd hij opgenomen in de Braziliaanse selectie voor het WK 2014. Op dit toernooi kwam hij niet in actie.
| Interlands van Victor voor Brazilië | Interlands van Victor voor Brazilië | Interlands van Victor voor Brazilië | Interlands van Victor voor Brazilië | Interlands van Victor voor Brazilië | Interlands van Victor voor Brazilië | Interlands van Victor voor Brazilië |
| №                                   | Datum                               | Wedstrijd                           | Uitslag                             | Competitie                          | Goals                               |                                     |
| Als speler bij Grêmio               | Als speler bij Grêmio               | Als speler bij Grêmio               | Als speler bij Grêmio               | Als speler bij Grêmio               | Als speler bij Grêmio               | Als speler bij Grêmio               |
| ----------------------------------- | ----------------------------------- | ----------------------------------- | ----------------------------------- | ----------------------------------- | ----------------------------------- | ----------------------------------- |
| 1                                   | 11 augustus 2010                    | Verenigde Staten – Brazilië         | 0 – 2                               | Vriendschappelijk                   |                                     |                                     |
| 2                                   | 7 oktober 2010                      | Iran – Brazilië                     | 0 – 3                               | Vriendschappelijk                   |                                     |                                     |
| 3                                   | 11 oktober 2010                     | Brazilië – Oekraïne                 | 2 – 0                               | Vriendschappelijk                   |                                     |                                     |
| 4                                   | 17 november 2010                    | Argentinië – Brazilië               | 1 – 0                               | Vriendschappelijk                   |                                     |                                     |
| 5                                   | 8 juni 2011                         | Brazilië – Roemenië                 | 1 – 0                               | Vriendschappelijk                   |                                     |                                     |
| Als speler bij Atlético Mineiro     |                                     |                                     |                                     |                                     |                                     |                                     |
| 6                                   | 17 november 2013                    | Honduras – Brazilië                 | 0 – 5                               | Vriendschappelijk                   |                                     |                                     |